# Chœur d'enfants Sotto Voce
Le Chœur d'enfants Sotto Voce (CESV) est un chœur français créé en 1992 par Scott Alan Prouty. Composé de 60 enfants âgés de 10 à 17 ans, il est depuis 2006 accueilli au théâtre du Châtelet et se produit tant en France qu'à l'étranger.

## Présentation
Créé sous le nom de Chœur d'enfants de Créteil par le chef de chœur Scott Alan Prouty, en collaboration avec le compositeur Marc-Olivier Dupin, la formation est renommée Chœur d'enfants Sotto Voce en 1996.
Doté d'un répertoire varié allant de la musique classique, à la comédie musicale américaine en passant par le jazz et la chanson française, le chœur monte chaque année un grand projet à l'Opéra Bastille ou au théâtre du Châtelet.
Le chœur a produit plusieurs spectacles musicaux dont Swing ! Swing ! Swing ! (2009), Polar(s)... et Compagnie (2012) et Transports Express (2014) d’Emmanuel Touchard et Ophélia de Patrick Burgan. Il est apparu à plusieurs reprises à la télévision, comme dans l'émission Vivement Dimanche sur France 2, ou dans Culturebox l'émission sur France 4. Le Chœur a aussi fait l'objet de plusieurs reportages et documentaires, comme celui de Christian Leblé, Chamboule-Chant, diffusé plusieurs fois sur Arte.

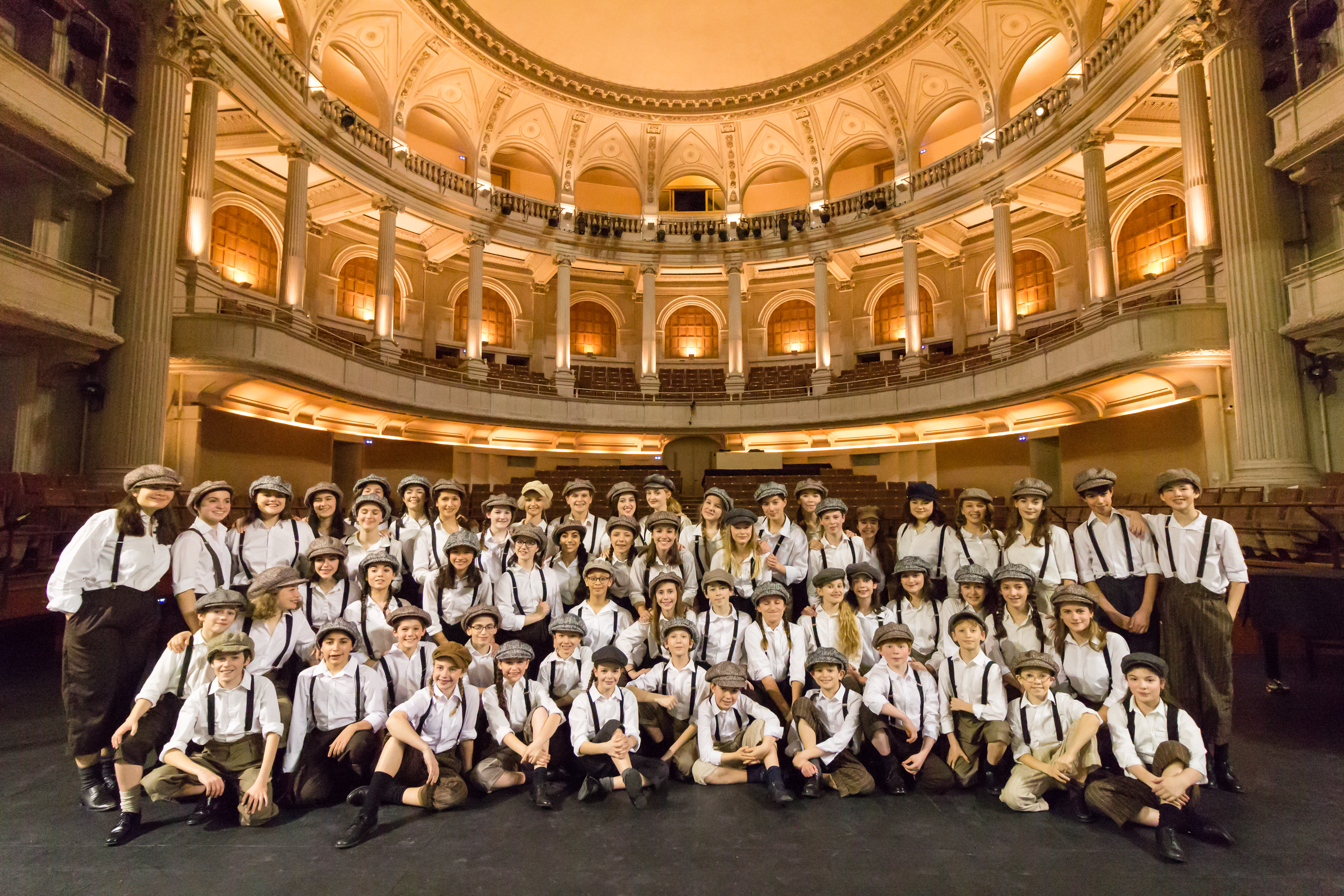
Chœur d'Enfants Sotto Voce, "Paris en Chansons", Théâtre impérial de Compiègne

Invité à participer à des concerts tels que la Nuit de la voix salle Gaveau, il participe par ailleurs régulièrement à des rencontres, festivals et concours nationaux ou internationaux : la Biennale de l’art choral à la Cité de la musique, le Saint Petersburg Choir Festival, le Festival international des chœurs à Montréal, l'European Festival of Youth Choirs à Bâle.
Impliqué dans la protection des droits des enfants et l’aide, à travers la musique, aux personnes fragilisées par la maladie ou la vieillesse, le chœur a enregistré en 2001 la chanson Tous les droits des enfants écrite par Yves Duteil. Il a également été invité plusieurs fois au siège français de l’UNESCO[réf. souhaitée]. Lors de la saison 2022-2023, il se produira au Théâtre de Puteaux au profit de La Voix de l'enfant.
L'ensemble a enregistré plusieurs CD, dont certains sont destinés aux écoles élémentaires. Les éditions Nathan ont aussi publié un livre basé sur la pédagogie de Scott Alan Prouty, intitulé Chanter en chœur avec le Chœur d'enfants Sotto Voce.
Les solistes du chœur ont été également sollicités pour des projets comme Brundibár, opéra en 2 actes de Hans Krása, et Oliver ! de Lionel Bart à l’Amphithéâtre de l’Opéra Bastille, Gladiateur au palais des sports de Paris, Le Roi lion au théâtre Mogador, The Sound of Music de Rodgers & Hammerstein, Boris Godounov de Modeste Moussorgski, Carmen de Georges Bizet au théâtre du Châtelet, Une petite renarde rusée de Leoš Janáček à l’Opéra Bastille, l’opéra Peter Pan de Patrick Burgan au Théâtre Zingaro, mais aussi le doublage de films comme Le Livre de la jungle 2 et Le Pôle express, Le Petit Prince et Kids Will Rock You 2[réf. souhaitée].

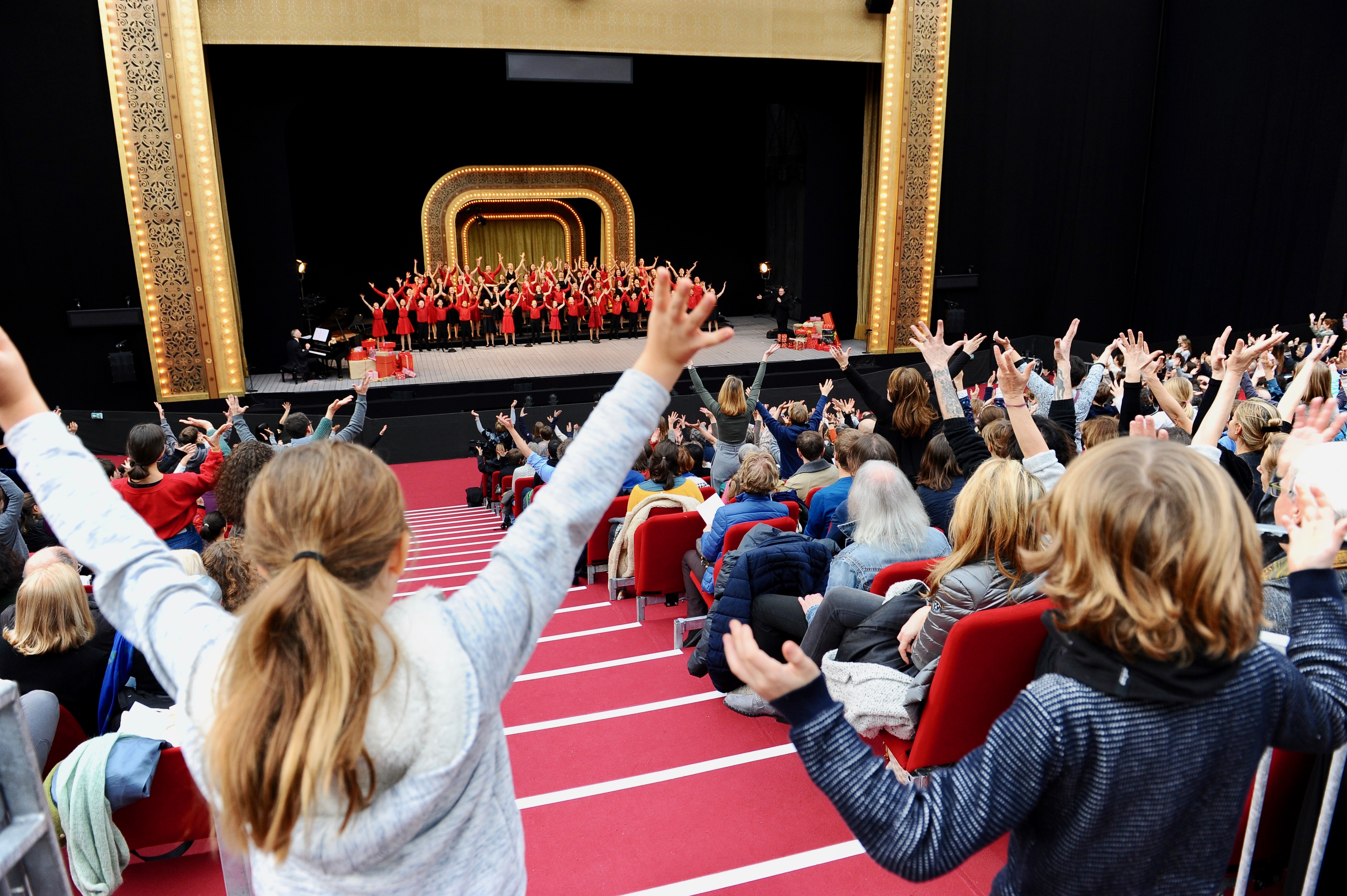
Concert de Noël au Grand Palais, 2017.

De 2015 à 2017, le chœur participe au projet européen « Voix d’enfants - espace scénique », né de la collaboration entre Scott Alan Prouty et la metteuse en scène Charlotte Nessi. Destiné à favoriser les rencontres, il regroupe des chœurs belge, italien, portugais et français lors de concerts et de master classes au théâtre Edwige-Feuillère de Vesoul et à Turin.
En 2016, le chœur crée le spectacle Paris en chansons donné au théâtre du Châtelet et au théâtre impérial de Compiègne. Le 17 décembre 2017, le CESV réunit deux mille trois cents spectateurs au Grand Palais pour son Concert de Noël, retransmis en direct puis rediffusé deux années de suite par Arte.
En 2018 est présentée à La Seine musicale Éclats d'espace, musique de Marc-Olivier Dupin, livret d'Ivan Grinberg d'après l’œuvre de Georges Pérec, lors du spectacle Sotto Voce - Tous en Seine. En 2022 le spectacle Coup de balai, librement adapté de La Colonie de Marivaux par Ivan Grinberg sur une musique composée spécifiquement pour le Choeur d'enfants Sotto Voce par Marc-Olivier Dupin est présenté à la Salle Gaveau à Paris.
Le chœur s'est également produit au ministère de l’Éducation nationale.